# Walter Hauser
Walter Hauser (Wädenswil, 1 mei 1837 - Bern, 22 oktober 1902) was een Zwitsers politicus.
Walter Hauser bezocht het gymnasium in Zürich en was daarna werkzaam in de leerlooierij van zijn vader. Nadien was hij directeur en eigenaar. Hij was een van de initiatiefnemers van de Zürichseebahn (1859) en de Wädenswil-Einsiedeln-Bahn (1870).
Walter Hauser sloot zich eind jaren 1860 aan bij de Democratische Partij (voorloper van de huidige Vrijzinnige-Democratische Partij) en werd in 1868 in de Wetgevende Raad van het kanton Zürich en in 1869 in de Kantonsraad van Zürich. In 1881 deed hij zijn intrede in de Regeringsraad (tot 1881) van het kanton Zürich. Hij beheerde eerst het departement van Financiën en daarna van Bouwwezen. In 1883 en in 1887 was hij voorzitter van de Regeringsraad. In 1888 werd hij tot kolonel van de artillerie bevorderd.
Van 1869 tot 1875 was Walter Hauser lid van de Nationale Raad (tweede kamer van het federaal parlement) en van 1879 tot 1888 van de Kantonsraad. Van 1883 tot 1884 was hij voorzitter van de Kantonsraad.
Walter Hauser werd op 13 december 1888 in de Bondsraad gekozen. Hij bleef in de Bondsraad tot zijn dood op 22 oktober 1902. Hij beheerde de volgende departementen:
- Departement van Militaire Zaken (1889-1890)
- Departement van Financiën en Douane (1891-1899)
- Departement van Politieke Zaken (1900)
- Departement van Financiën en Douane (1901-1902)

Walter Hauser was in 1891 en in 1899 vicepresident en in 1892 en 1900 bondspresident van Zwitserland.
Als minister van Financiën verbeterde hij de financiële huishouding van Zwitserland. Hauser was ook verantwoordelijk voor de versterking van de greep van de staat op de spoorwegen.